# Retrato colectivo

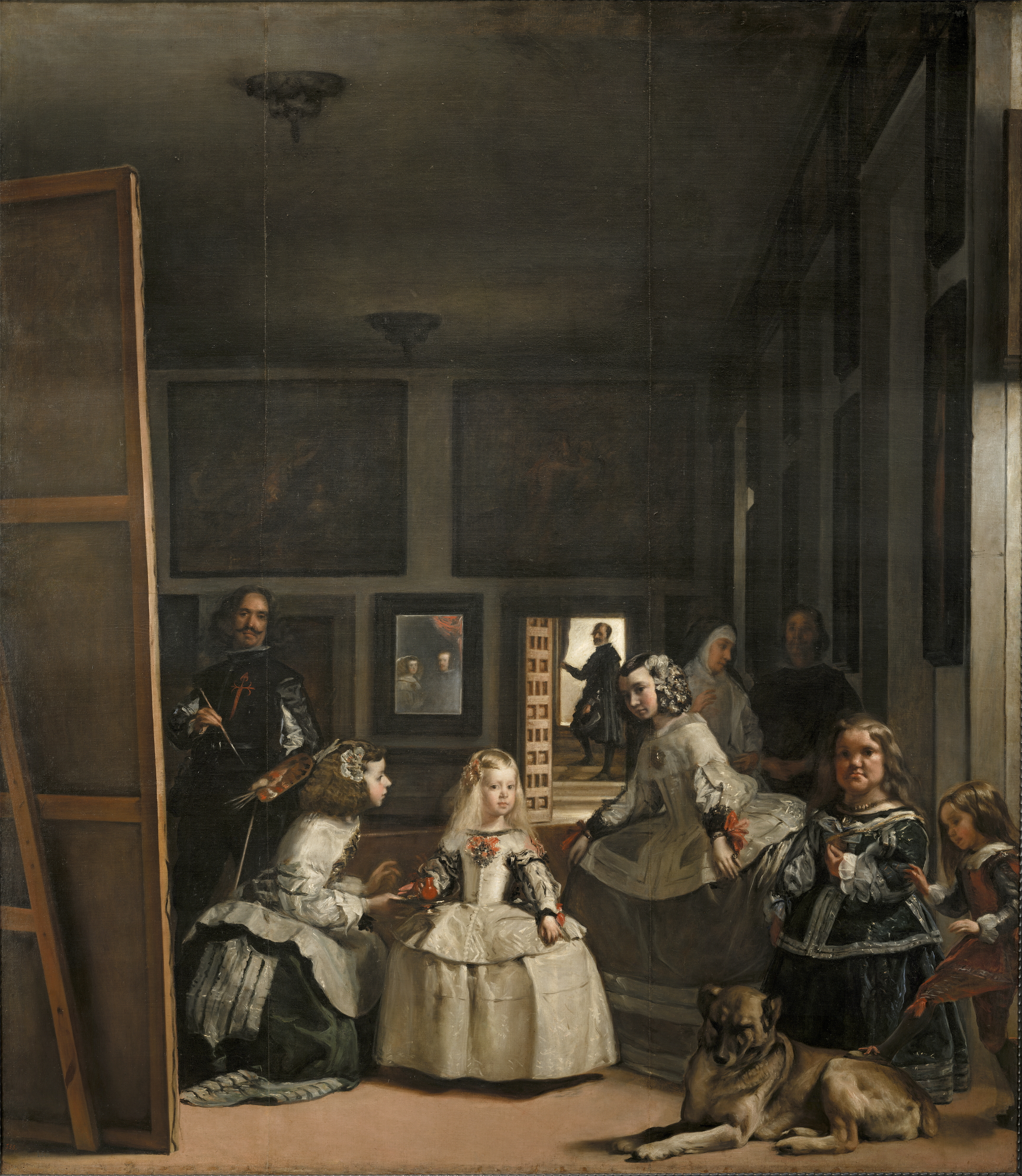
Las Meninas, 1656. Uno de los retratos colectivos más importantes de la historia.

Retrato colectivo o retrato de grupo es un subgénero del retrato pictórico en el que lo característico es representar a varias personas dentro del mismo lienzo.

## Características técnicas
En un principio se trataba simplemente de yuxtaponer a una serie de personas en el mismo cuadro. Los retratos individuales se colocan alineados uno junto al otro. En su desarrollo posterior se manifiesta una gran capacidad de composición del espacio para ubicar a los personajes retratados. Se alcanza así la independencia del género con el holandés Frans Hals, que se preocupa de relacionar a unos personajes con otros, en composiciones que reflejan el carácter de grupo, sea este un colectivo masculino y militar (los Arqueros de San Jorge), sea femenino y de carácter más social (las Regentes del Hospicio de Haarlem). Pero dentro del grupo, cada personaje conserva su individualidad. Estos cuadros colectivos del Barroco holandés tenían como finalidad el ser ubicados en salas de reunión de las corporaciones.

## Historia
Como género pictórico alcanzó su independencia en los Países Bajos en el siglo XVII. No obstante, tenía precedentes en la pintura narrativa de siglos anteriores. Así, en la pintura religiosa en la que aparecía la familia del donante, o los propios donantes, en oración frente a la Virgen o los santos correspondientes, estos pequeños grupos serían en sí mismo retratos colectivos. Los cinco consejeros de la ciudad que encargaron la Virgen dels Consellers (1445) aparecen retratados a ambos lados de la Virgen con Niño. Un ejemplo del retrato colectivo de la familia del donante es la Virgen del burgomaestre Meyer (h. 1526-1529).
En estos cuadros de caballete de los siglos XV y XVI se representaban grupos de número reducido. Pero pueden encontrarse representaciones de grandes colectividades en otros soportes, como los retablos o los frescos. En estos casos, las multitudes que pueblan las escenas, por lo general religiosas, son en realidad retratos de contemporáneos, entre los que a veces se llega a retratar el propio autor (Piero della Francesca, Masaccio, Botticelli o Filippino Lippi han sido identificados dentro de estos grupos). En muchos frescos cuatrocentistas aparecen retratados personajes de la época, como ocurre en el «San Pedro cura a los enfermos con su sombra» de Masaccio en la Capilla Brancacci o «La tentación de Cristo» de Botticelli en la Capilla Sixtina. 

### Países Bajos

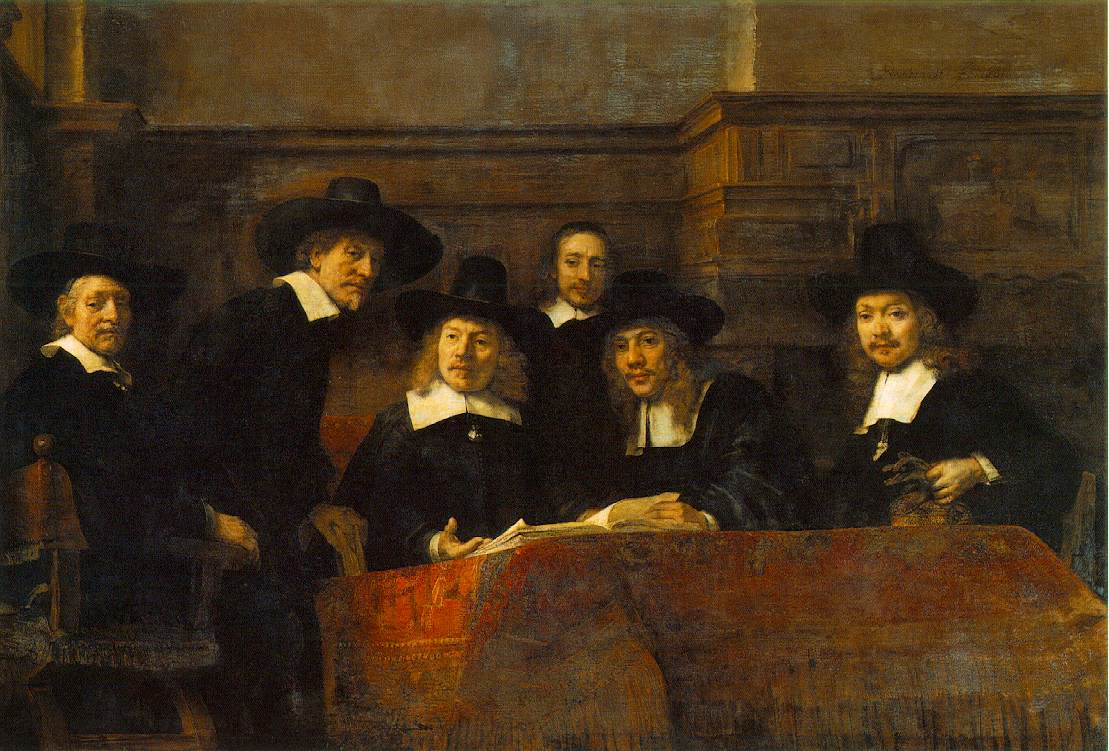
Los síndicos de los pañeros, 1662. Último gran retrato grupal de Rembrandt.

Pero es en el siglo XVII cuando, abandonados los asuntos religiosos, en el Norte de Europa, la burguesía prefiere temas hasta entonces secundarios, como el bodegón, el retrato o la pintura de género. El calvinismo rechazaba la pintura religiosa, pero no estaba en contra de representar a las personas que ocupaban un lugar destacado en la sociedad. Los pintores barrocos holandeses se especializaron entonces en retratar a miembros de las asociaciones cívicas, corporaciones, gremios y comerciantes. Los retratos de grupo se hicieron populares entre un gran número de asociaciones cívicas que eran una parte destacada de la vida holandesa, como las guardas cívicas, los regentes de guildas e instituciones benéficas y otros semejantes. 
A mediados del siglo XVI, autores como Jan van Scorel empiezan a hacer representaciones de grupos. El retrato colectivo se va convirtiendo progresivamente en una imagen autónoma, una auténtica estampa social. Especialmente en la primera mitad del siglo, los retratos eran muy formales y estrictos en su composición. Los grupos solían sentarse en torno a una mesa, cada persona mirando al espectador. Se prestaba mucha atención a los detalles refinados en las ropas, y cuando era posible, al mobiliario y otros signos de la posición de una persona en la sociedad. Más tarde en el siglo los grupos se hicieron más animados y los colores más claros. La cristalización del retrato de grupo como un subgénero independiente se atribuye a Frans Hals. Realizó varios retratos de corporaciones que se conservan en el Museo Frans Hals de Haarlem. Ejemplo de su modo de hacer son el Banquete de los oficiales de San Jorge (1627) o La flaca compañía (1633-1637), en los que no se limita a colocar a unas personas junto a otras, sino que se esfuerza en que el personaje sea el grupo como comunidad. La cumbre del retrato de grupo es Rembrandt, cuyas obras más ambiciosas son precisamente de este tipo. En Rembrandt se busca una composición dramática y hasta misteriosa. A lo largo de toda su vida pintó retratos colectivos, que van desde su obra de juventud Lección de anatomía del doctor Tulp (1632) hasta la madura Síndicos de los pañeros (1662), pasando por su obra maestra indiscutible, La ronda de noche (1642). En particular, su obra de madurez Los síndicos de los pañeros de Ámsterdam se consideran «un prodigio de naturalidad y verdad trascendida». Otro pintor que retrataba lo individual dentro de un grupo fue Thomas de Keyser.
Los científicos solían posar con instrumentos y objetos de su ciencia alrededor suyo. Los médicos a veces posaban juntos alrededor de un cadáver, en lo que se llamaban «Lecciones antómicas», la más famosa de las cuales es la del doctor Tulp de Rembrandt. Los regentes de asilos o consejeros de corporaciones preferían una imagen de austeridad y humildad, posando con ropas oscuras, aunque refinadas que testimoniaban su lugar prominente en la sociedad, sentados a menudo alrededor de una mesa, con expresiones solemnes en sus rostros. Las familias a menudo hacían que se las retratara dentro de sus casas, con interiores lujosos. 

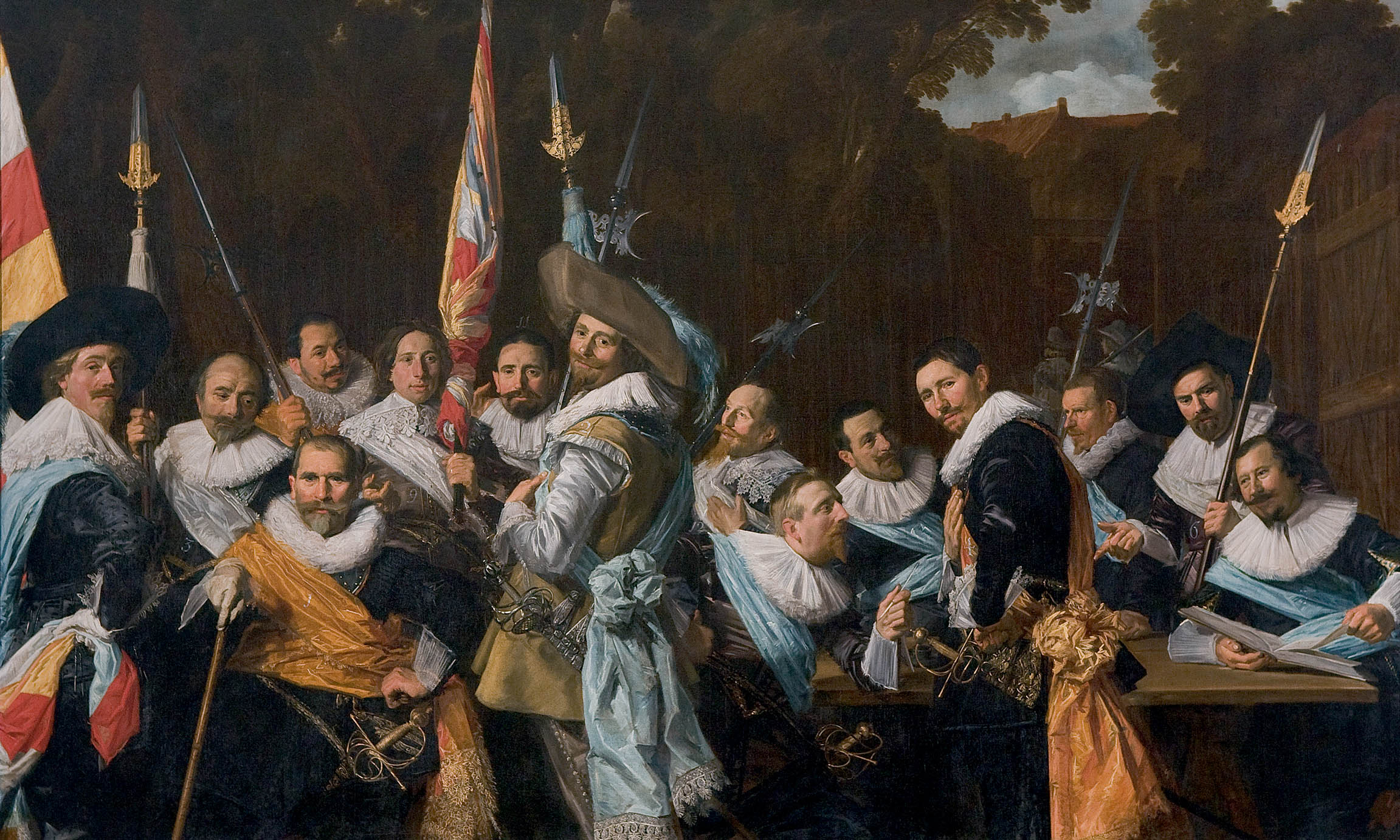
Frans Hals, retrato colectivo de una milicia cívica (1633); 3,3 metros de ancho.

Muchos retratos colectivos de milicias cívicas (en holandés, schutterstuk) fueron encargos de Haarlem y Ámsterdam. Aquí los retratados preferían una imagen de poder, estatos e incluso de un espíritu festivo. La colocación alrededor de una mesa daría paso más adelante a composiciones más dinámicas, cuyo ejemplo más prominentes es la ya citada Ronda de noche de Rembrandt. En Ámsterdam la mayoría de estas pinturas acabarían al final en poder del Ayuntamiento local. Muchos de ellos se muestran ahora en el Amsterdams Historisch Museum.
A menudo los retratos de grupo se pagaban a escote entre las distintas personas individualmente retratadas. La cantidad pagada determinaba el lugar de cada persona en el cuadro, bien de la cbeza a los pies con todos sus ornamentos en el primer plano, o bien sólo la cara en la parte trasera del grupo. A veces todos los miembros del grupo pagaban la misma suma, lo que probablemente llevaría a peleas cuando algunos miembros ganaban un lugar más destacado en la pintura que otros.

### El retrato colectivo en España
En España, los retratos colectivos de carácter devoto, con el precedente de la Virgen dels Consellers de Lluis Dalmau (1443-1445, Museu Nacional d’Art de Catalunya), no dejaron de cultivarse, conservándose ejemplos notables, como las tablas con los retratos de los miembros de la familia del mariscal Diego Caballero, pintadas por Pedro de Campaña en 1555 para el banco del retablo de la capilla de la Purificación en la catedral de Sevilla o, ya en el siglo XVII, en obras como La Inmaculada con los Jurados de la Ciudad, lienzo pintado por encargo del Ayuntamiento de Valencia por Jerónimo Jacinto Espinosa con motivo de las fiestas celebradas en 1672 en honor de la Inmaculada, o La Virgen con el Niño y retratos infantiles de Pedro Atanasio Bocanegra (c. 1680, Museo de Bellas Artes de Bilbao). De otro modo, la Adoración de la Sagrada Forma de Gorkum, 1690, Monasterio de El Escorial, es un soberbio retrato colectivo pintado por Claudio Coello con el rey Carlos II de protagonista acompañado por toda la corte. 
Por otra parte, la costumbre de formar series icónicas de autoridades, como podrían ser las que se dedicaban a los sucesivos obispos de cada diócesis, dio pie a que ya en 1593 en Valencia y para decorar la Sala Nova del Palacio de la Generalidad Valenciana, se encargasen a un equipo de pintores bajo la dirección de Juan Sariñena, los retratos colectivos de los diversos estamentos que componían el poder legislativo, con la Diputación, cuadro también llamado «La Sitiada», y los tres brazos, el militar o nobiliar, el eclesiástico, pintado por Vicente Requena el Joven, y el real o popular.

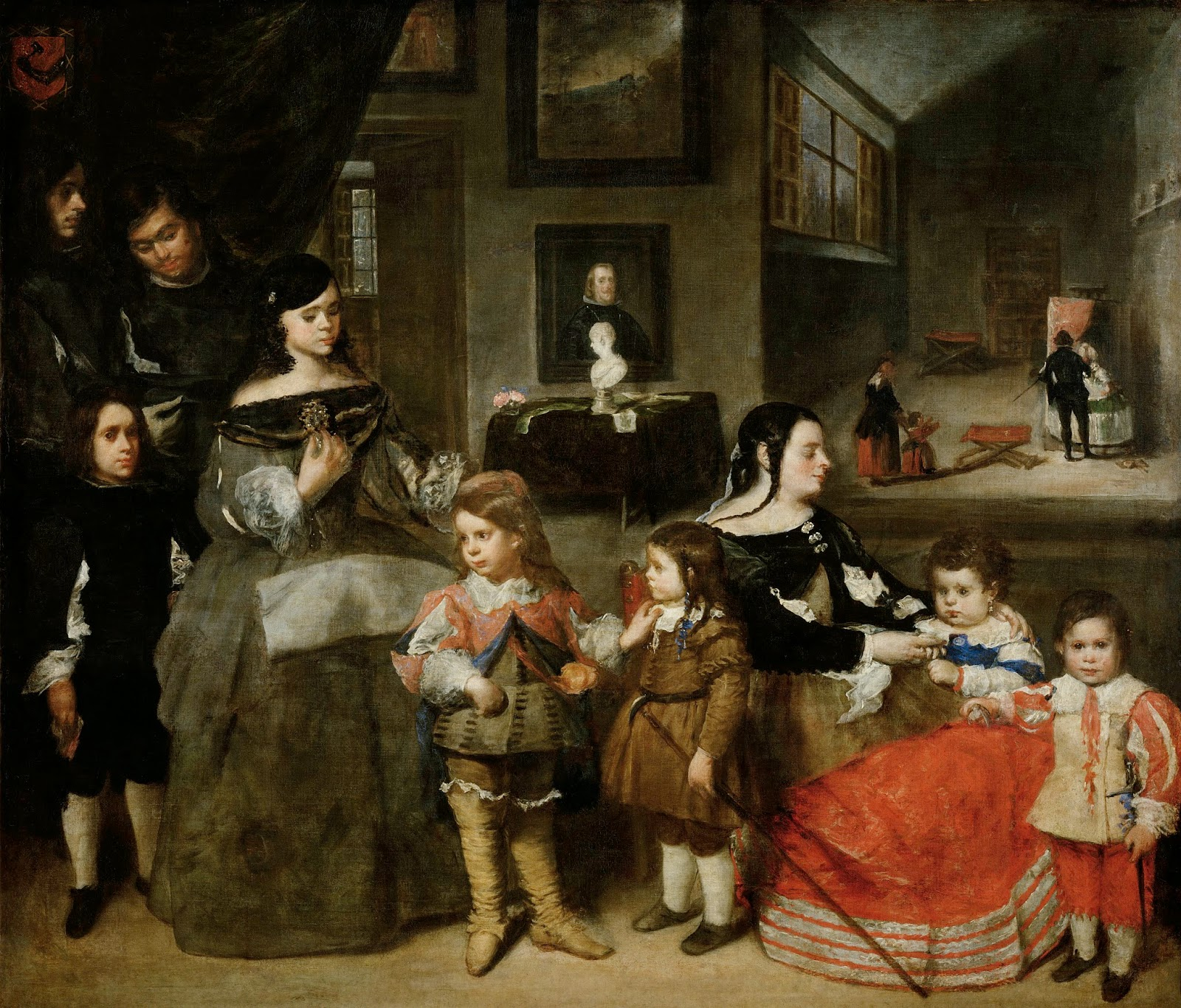
Juan Bautista Martínez del Mazo, La familia del pintor, 1665, Viena, Kunsthistorisches Museum.

A medio camino entre el documento testimonial y la alegoría se sitúa El banquete de los monarcas de Alonso Sánchez Coello, (Varsovia, Muzeum Narodowe), representación del banquete de bodas de los archiduques Alberto e Isabel Clara Eugenia, con los retratos de los miembros de la casa de Habsburgo y algunos grandes de España en una reunión que nunca tuvo lugar. Con todo, el retrato individual, con el que se evitan problemas de precedencia, será siempre el preferido por los españoles, lo que no impedirá encontrar también aquí algunos retratos de grupo a la manera holandesa. El más notable en este orden es, sin duda, el gran retrato del Embajador danés Lerche y sus amigos de José Antolínez (1662, Museo de Copenhague), en el que posiblemente incluyó su autorretrato, obra singular al estar concebida al modo de las conversation pieces holandesas, con el embajador en animada tertulia en torno a una mesa ocupada por papeles y una esfera. A las composiciones holandesas se aproxima también por la severa indumentaria calvinista de los retratados, sólo rota por el alegre color rojo del vestido del niño que irrumpe en la sala jugando con un perrillo. Muy distintos son los alegres retratos familiares del flamenco establecido en Madrid Jan van Kessel, el Mozo (Familia en un jardín, Museo del Prado). Retratos familiares más españoles son el que se conoce como La familia del Greco, que quizá pintase su hijo Jorge Manuel Theotocópuli, (Madrid, Real Academia de Bellas Artes de San Fernando), retrato hogareño formado por un grupo de mujeres bordando y un niño, y La familia del pintor de Juan Bautista Martínez del Mazo (1664-1665, Viena, Kunsthistorisches Museum), pintado con evidente intención de rendir homenaje a su maestro, Velázquez, autor también de un par de retratos colectivos, la Lección de equitación del príncipe Baltasar Carlos y Las Meninas.

### SiglosXVIIIyXIX: pintura rococó, Goya y David

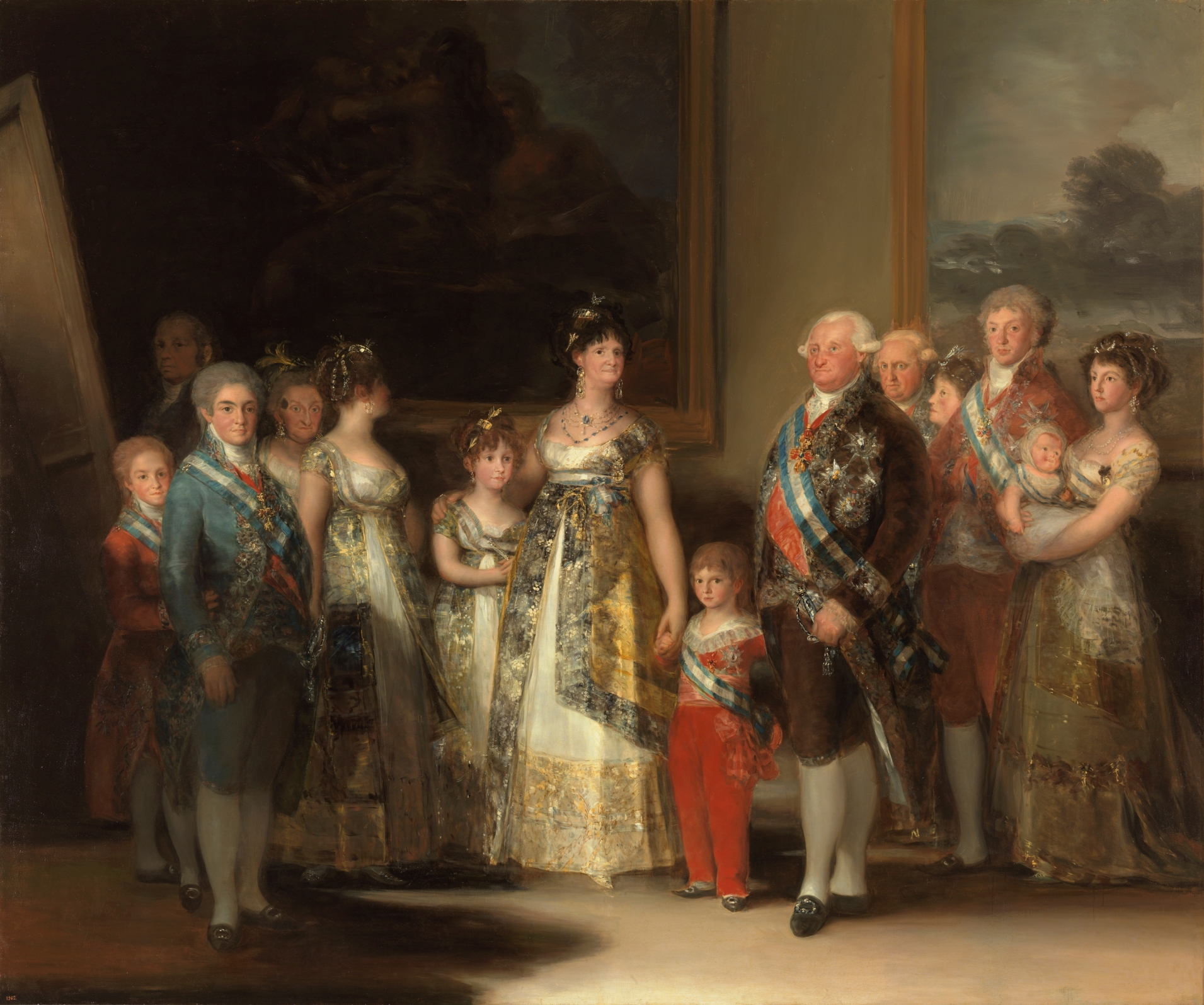
La familia de Carlos IV, 1800. Retrato realista y a veces considerado ácido de la familia real española.

Durante el Rococó el retrato grupal siguió desarrollándose principalmente con los pintores de cámara en la representación de las familias reales lo cual constituía un medio de difusión y propaganda política. Artistas de esta corriente fueron Jean Ranc, Nicolas de Largillière y Jean Nocret, pintores de Luis XIV de Francia. En el siglo XVIII proliferaron retratos de familias reales realizados por artistas generalmente menores; pero también hay retratos de familias de la nobleza o burgueses. En este sentido, el inglés Joshua Reynolds pintó numerosos retratos de familias en los que idealizaba ligeramente a sus modelos; véase, a modo de ejemplo el Retrato de Lady Cockburn con sus tres hijos (1773). Y para España, de forma semejante, el de La familia del duque de Osuna de Goya, (1788, Museo del Prado). 
La admiración que Goya sentía por Velázquez se dejó notar en algunos de sus retratos de grupo más complejos. En enero de 1783 tuvo ocasión de retratar a un miembro distinguido de la corte, don José Moñino, conde de Floridablanca (colección del Banco de España) y ya entonces eligió crear un cuadro de composición mejor que un retrato aislado, aunque el retratado destacase en el centro de la composición por el tratamiento de la luz, diferente de la que envuelve el conjunto de la obra. Floridablanca parece interrumpir su trabajo para recibir al propio pintor, que llega hasta él mostrándole un pequeño cuadro. A su espalda hay un bufete con los planos del canal de Aragón que estudiaba en unión de otro personaje, alguna vez identificado con Juan de Villanueva, y al fondo hace acto de presencia simbólica Carlos III, retratado en un óvalo. El mismo año volvería a autorretratarse, esta vez sentado ante el lienzo en que trabajaba, en un retrato colectivo más complejo, el de La familia del infante don Luis con la pequeña corte que tenía en Arenas de San Pedro, (Parma, Fundación Magnani-Rocca), para el que se han señalado influencias de William Hogarth además de la obvia alusión a Las meninas, homenaje a Velázquez que culminará en La familia de Carlos IV (1800, Museo del Prado). «Cuadro implacable», según Baur, que constituye al tiempo «una lectura de formas y fórmulas vacías de dignidad». Prodigio de técnica y de penetración psicológica para Manuela Mena, con la que Goya acierta en la representación de la «dignidad de la realeza y en la conexión de la dinastía de Borbón con los antiguos monarcas de España, los Austrias, a través de los símiles visuales tomados de Las meninas».
Ya en el siglo XIX, destaca el retrato de grupo realizado por David con motivo de La coronación de Napoleón (1805). Entre los autores del realismo y del impresionismo, en ocasiones se cultiva el retrato de grupo en el que se aprecian a diversas personas conocidas interactuando, generalmente parientes o amigos del pintor. En este sentido pueden mencionarse El taller del pintor (1855) de Courbet o La música en las Tullerías (1862) de Manet.

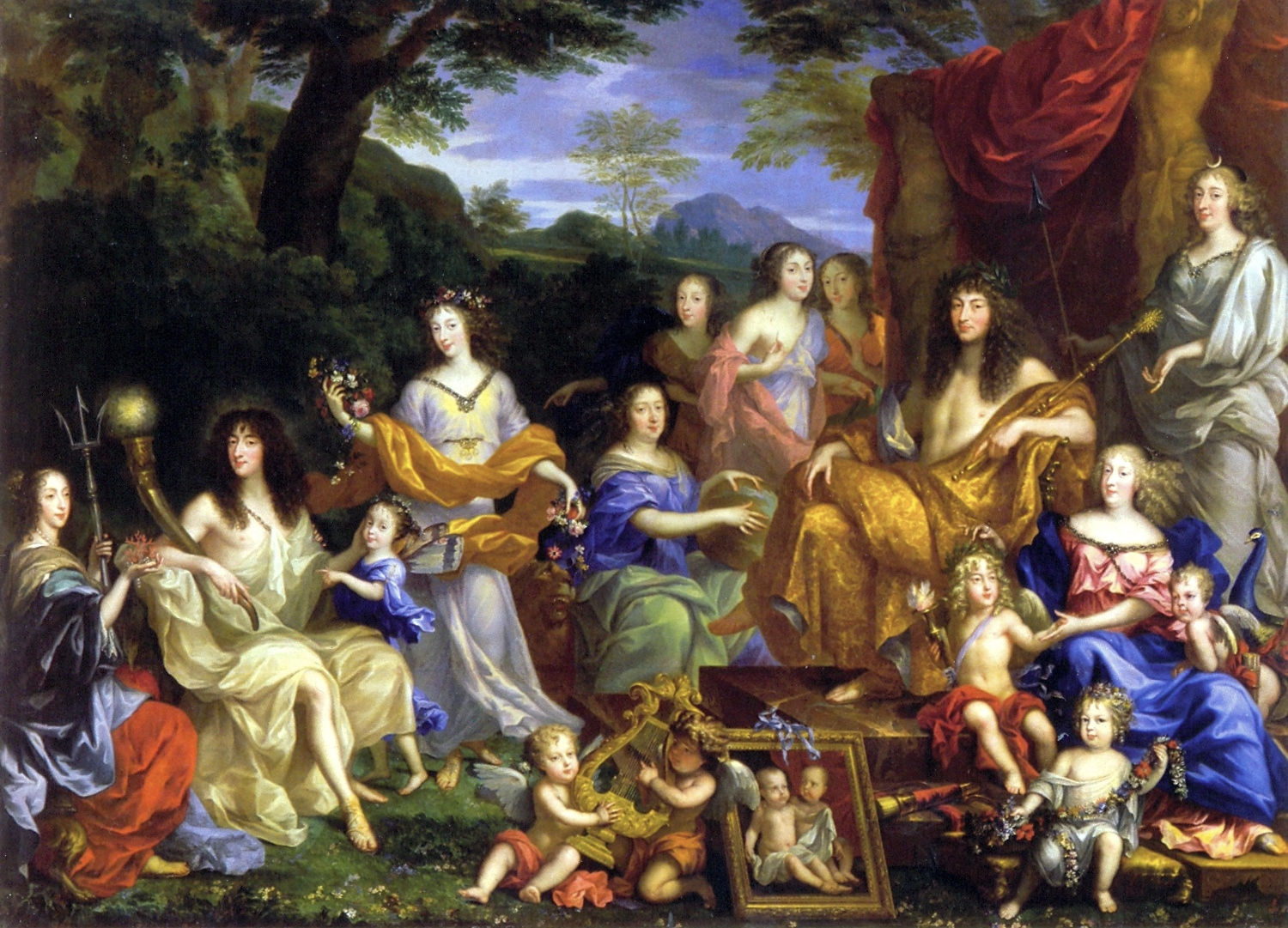
La familia de Luis XIV como dioses del Olimpo, 1670 por Jean Nocret.
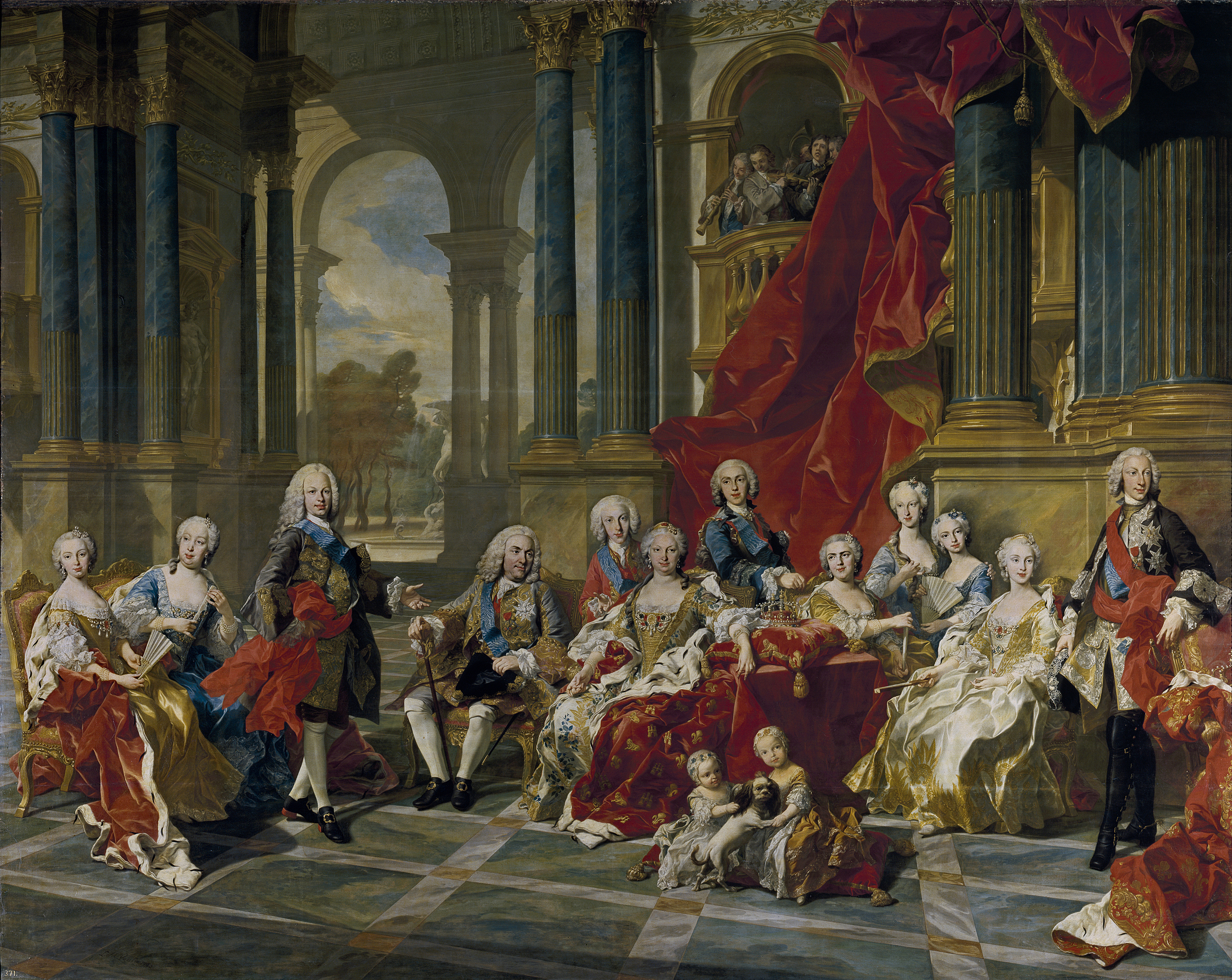
La familia de Felipe V, obra de Louis-Michel van Loo, 1743.
La coronación de Napoleón, 1805. Obra propagandística de grandes dimensiones hecha por David.